# Allison Schmitt
Allison Rodgers Schmitt (Pittsburgh, 7 de junho de 1990) é uma nadadora norte-americana, detentora de oito medalhas em Jogos Olímpicos, sendo metade delas de ouro.